# Mississippi Grind
Mississippi Grind is een Amerikaanse film uit 2015, geschreven en geregisseerd door Ryan Fleck en Anna Boden. De film ging in wereldpremière op 24 januari op het Sundance Film Festival.

## Verhaal
Gerry is een getalenteerde pokerspeler die op een dag de jonge charismatische Curtis ontmoet die hem blijkbaar geluk brengt. Gerry overtuigt Curtis om met hem mee te reizen. Al gokkend rijden ze naar het zuiden in de richting van een pokertoernooi met hoge inzet in New Orleans. De hoogte- en dieptepunten tijdens de reis brengen hun ware karakters en motivaties naar boven en vormen een band tussen hen.

## Rolverdeling
| Acteur          | Personage |
| --------------- | --------- |
| Ryan Reynolds   | Curtis    |
| Ben Mendelsohn  | Gerry     |
| Sienna Miller   |           |
| Analeigh Tipton |           |
| Alfre Woodard   |           |
| Robin Weigert   | Dorothy   |